# Sameref

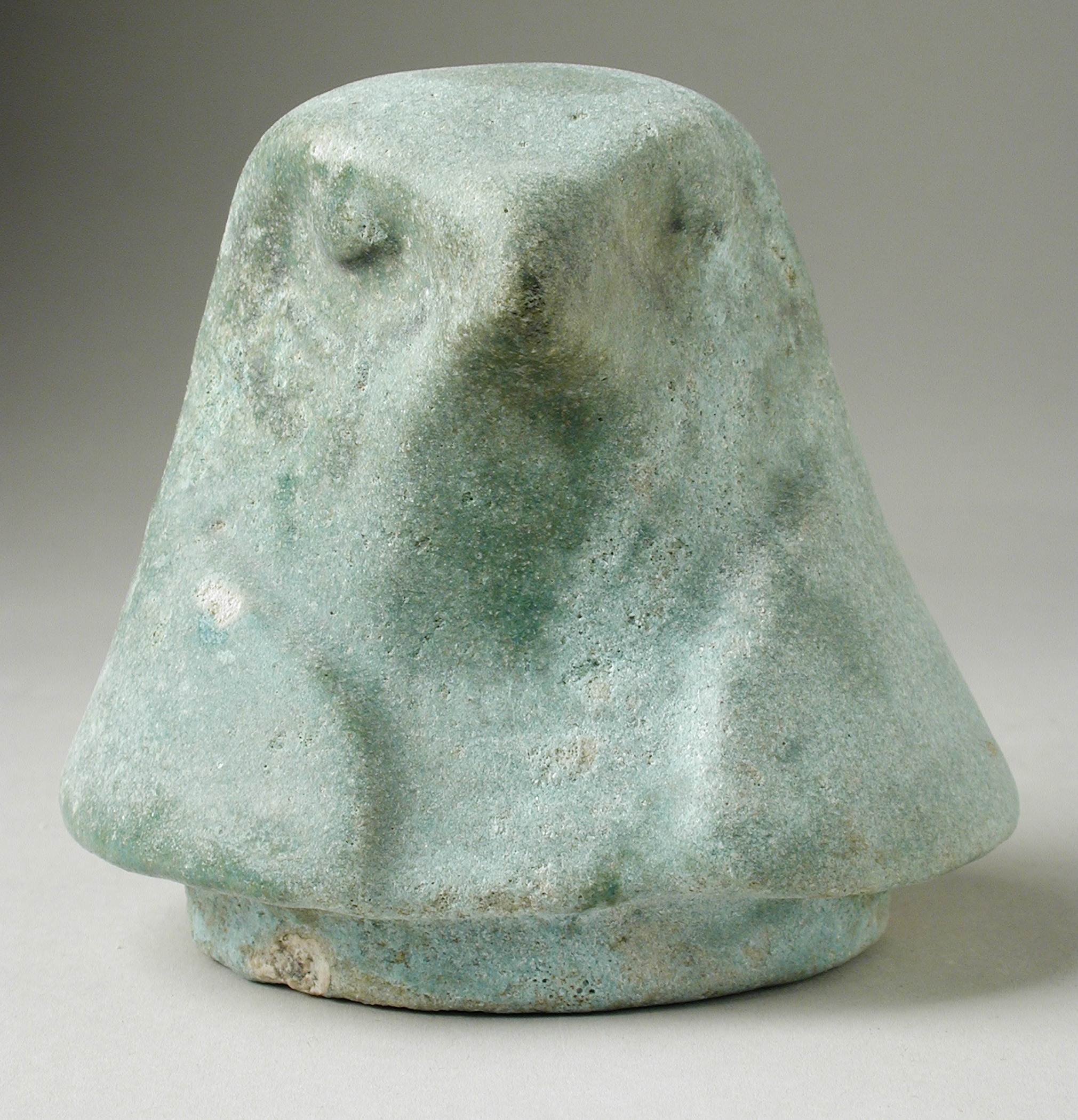
Coperchio di vaso canopo in faience del dio Qebehsenuf, cui Sameref fu assimilato nel I millennio a.C. Los Angeles County Museum of Art.

Sameref ("Suo Amorevole Figlio") è una divinità egizia appartenente alla religione dell'antico Egitto, dio funerario connesso ai faraoni della III dinastia egizia. Con la progressiva evoluzione del culto di Osiride, destinato a divenire fondamentale, il ruolo di Sameref fu avvicinato a Horus, figlio di Osiride. Le radici del culto di Sameref risalgono, probabilmente, al periodo predinastico. 

## Storia

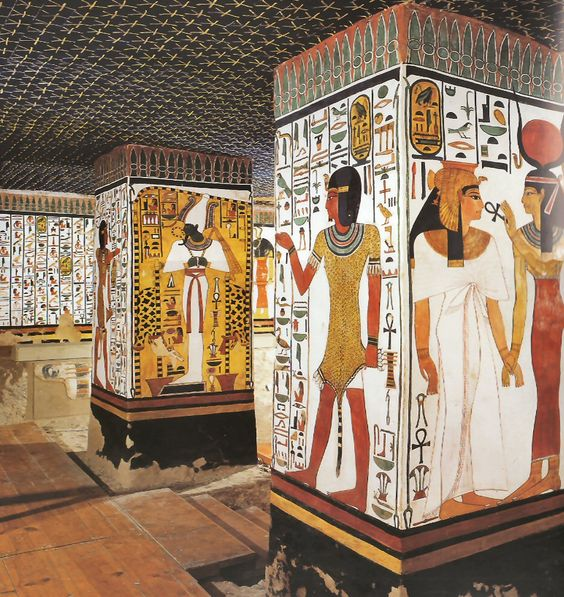
Il dio Iunmutef, al centro, in primo piano, su un pilastro della Tomba di Nefertari nella Valle delle Regine: il suo ruolo e la sua iconografia sono accostabili a quelli di Sameref.

### Caratteristiche teologiche
Con il passaggio dalla II alla III dinastia egizia, intorno al 2700 a.C., Sameref era considerato l'effigie divina del faraone defunto - che ama, simile a Horus, il proprio padre (Sametef significa "Suo Amorevole Figlio"). Durante il Medio Regno si credeva che Sameref contasse tutti i cuori del defunto. All'inizio del Nuovo Regno, Sameref fu immaginato, al pari di Horus, ritto davanti all'Enneade per introdurre i morti al cospetto del grande concilio (djadjat) delle divinità. Durante il Periodo tardo dell'Egitto, Sameref fu identificato con uno dei quattro figli di Horus, Qebehsenuf (dio-falco funerario connesso ai vasi canopi e addetto, con la dea Selkis, alla protezione degli intestini del defunto). Nel periodo greco-romano, invece, fu variamente identificato Imhotep, Anubi e Horus - descritti, per l'occasione, come figli amorevoli nei confronti del loro padre. In questo contesto, Sameref poteva essere occasionalmente indicato come figlio di Ra. 

### Iconografia
Sameref fu rappresentato, durante il Nuovo Regno, come un uomo con il ciuffo laterale della gioventù e indossante un tipico mantello sacerdotale in pelle di leopardo (può impugnare nella propria mano sinistra una zampa posteriore delle pelle animale); tale iconografia è comparabile a quella di altre deità, come Iunmutef. Proprio a Iunmutef fu teologicamente accostato nel Nuovo Regno, dando origine alla figura di Horus-Iunmutef.